# Mohsen Bengar
Mohsen Bengar (per. محسن بنگر, ur. 6 lipca 1979 w Isfahanie) – irański piłkarz występujący na pozycji obrońcy w drużynie Naft Teheran.

## Kariera piłkarska
Mohsen Bengar jest wychowankiem klubu Nassadżi Mazandaran. Potem przez trzy sezony grał w zespole Szemuszack Noszahr. W 2004 trafił do drużyny Sepahan Isfahan. Jego pierwszym osiągnięciem w barwach tej drużyny było zdobycie Pucharu Hazfi w sezonie 2005/2006. Sukces ten powtórzył w kolejnym sezonie. W 2007 doszedł ze swym klubem do finału Azjatyckiej Ligi Mistrzów. W sezonie 2007/2008 Sepahan zajął drugie miejsce w rozgrywkach Pucharu Zatoki Perskiej. Po dwóch latach na konto Bengara wpadł pierwszy tytuł mistrzowski. Mistrzem Iranu zostawał także w sezonach 2010/2011 i 2011/2012.
W 2012 roku przeszedł do Persepolis FC, z którym dwukrotnie został wicemistrzem Iranu w sezonach 2013/2014 i 2015/2016. w sezonie 2016/2017 grał w klubie Teraktor Sazi Tebriz, a w 2017 przeszedł do Naftu Teheran.
Mohsen Bengar w 2003 zadebiutował w reprezentacji Iranu. W 2011 został powołany do kadry narodowej na Puchar Azji. Jego drużyna zajęła pierwsze miejsce w grupie i odpadła w ćwierćfinale z Koreą Południową. W 2008 zwyciężył w turnieju o Puchar Azji Zachodniej.

### Sukcesy

#### Sepahan
- Zwycięstwo
  - Puchar Hazfi: 2006, 2007
  - Puchar Zatoki Perskiej: 2010
- Drugie miejsce
  - Azjatycka Liga Mistrzów: 2007
  - Puchar Zatoki Perskiej: 2008

#### Reprezentacja Iranu
- Zwycięstwo
  - Puchar Azji Zachodniej: 2008